# Mer än plikten kräver
Mer än plikten kräver (engelska: Guarding Tess) är en amerikansk långfilm från 1994 i regi av Hugh Wilson, med Shirley MacLaine, Nicolas Cage, Austin Pendleton och Edward Albert i rollerna.

## Handling
Agent Doug Chesnic (Nicolas Cage) har precis slutfört sin tre år långa tjänstgöring som personlig vakt åt före detta presidentfrun Tess Carlisle (Shirley MacLaine). Istället för att tilldelas ett annat uppdrag får Doug återvända till att vaka Tess, som driver honom vansinnig. 

## Rollista
| Shirley MacLaine  | – Tess Carlisle       |
| Nicolas Cage      | – Doug Chesnic        |
| Austin Pendleton  | – Earl Fowler         |
| Edward Albert     | – Barry Carlisle      |
| James Rebhorn     | – Howard Schaeffer    |
| Richard Griffiths | – Frederick           |
| John Roselius     | – Tom Bahlor          |
| David Graf        | – Lee Danielson       |
| Don Yesso         | – Ralph Buoncristiani |
| James Lally       | – Joe Spector         |
| Brant von Hoffman | – Bob Hutcherson      |